# Szkoła milezyjska
Szkoła milezyjska – działająca w VI w. p.n.e. w Milecie grupa starożytnych filozofów z okresu przedsokratejskiego. 
Do szkoły milezyjskiej zalicza się trzech filozofów: Talesa (który uznawany jest za twórcę szkoły i jednocześnie pierwszego filozofa starożytnej Grecji), Anaksymandra i Anaksymenesa. 
Działalność milezyjczyków uczyniła z Miletu centrum intelektualne, promieniujące na całą Jonię i pozostałą Helladę. Pod ich wpływem filozofią przyrody zajęli się inni filozofowie Jonii, których określa się (łącznie z milezyjczykami) mianem jońskich filozofów przyrody. 
Przedmiotem zainteresowania szkoły milezyjskiej była filozofia przyrody. Podjęli oni pierwsze niemitologiczne, racjonalne próby wyjaśnienia natury (physis), kładąc podwaliny pod filozofię i naukę europejską. Filozofowie milezyjscy dążyli do wyjaśnienia rzeczywistości poprzez znalezienie jej najbardziej podstawowej zasady (arché). Każdy z jej przedstawicieli w czym innym upatrywał tę podstawową zasadę. Tales z Miletu podstawową zasadę rzeczywistości upatrywał w wodzie, Anaksymander za arché uznawał bezkres (apeiron), natomiast Anaksymenes powietrze.